# Adolf Holl

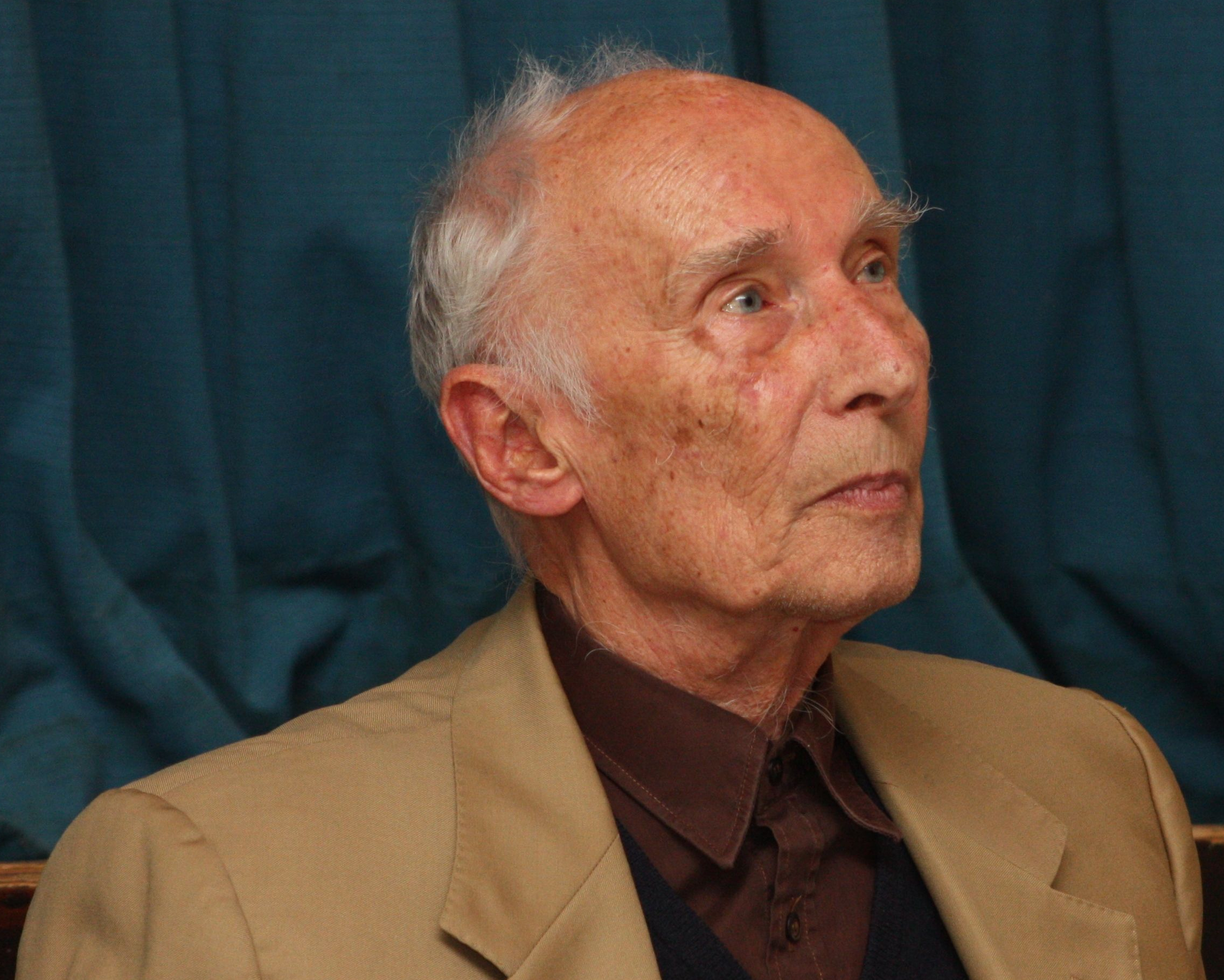
Adolf Holl (2012)

Adolf Holl (* 13. Mai 1930 in Wien; † 23. Jänner 2020 ebenda) war ein österreichischer Theologe, Religionssoziologe, Publizist und suspendierter römisch-katholischer Priester.

## Leben
Der am 13. Mai 1930 geborene Adolf Holl trug zwar den Namen des arbeitslosen Karl Wilhelm Holl, mit dem seine Mutter Josefine am 29. Jänner 1930 eine kurze Scheinehe einging; sein wirklicher Vater, ein verheirateter Oberbaurat in der niederösterreichischen Landwirtschaftskammer, starb im November 1931 57-jährig. Zum Begräbnis kam einige Prominenz, darunter auch der damalige Landwirtschaftsminister Engelbert Dollfuß.
Als 14-Jähriger, im Kriegswinter 1944, hat sich Holl, nach eigener Aussage als Ministrant am Altar von der Magie einer lateinischen Messfeier motiviert, endgültig für den Priesterberuf entschieden. Er wurde 1954 zum Priester geweiht und 1955 in katholischer Theologie an der Universität Wien promoviert. In einem weiteren Studium der Philosophie, Psychologie und Geschichte wurde er 1961 ebenfalls an der Wiener Universität im Fach Philosophie promoviert. Gegenstand seiner ersten Werke war der Kirchenvater Augustinus. Ab 1963 war er Dozent an der katholisch-theologischen Fakultät der Universität Wien.
Er war von 1954 bis 1973 Kaplan in der Pfarrkirche am Keplerplatz und in der Neulerchenfelder Pfarrkirche.
Sein Buch Jesus in schlechter Gesellschaft (1971), bei dem seine katholische und geschiedene Lebensgefährtin, die promovierte Journalistin Ingeborg „Inge“ Santner-Cyrus, geborene Santner (* 1925 in Wien), mitwirkte, brachte ihn in Konflikt mit der katholischen Kirche. Darin stellte er fest, dass Familie, Priesterschaft, soziale Schichtung und Politik „dem Herrn Jesus eigentlich gleichgültig“ gewesen seien, und zweifelte darin auch die Göttlichkeit Jesu an. In Folge wurde ihm 1973 die Lehrberechtigung entzogen. 1976 wurde er durch den Wiener Erzbischof und Kardinal Franz König, für den er auch Reden schrieb, auf Druck der Kongregation für die Glaubenslehre aus dem Vatikan vom Priesteramt suspendiert. Monate zuvor hatte er in der Fernsehöffentlichkeit den Bruch des Zölibats bekannt. In den 1970er Jahren war er besonders populär bei einer Jugend, die gegen die starren sozialen Strukturen und den überkommenen Traditionalismus rebellierte. Seine gut besuchten Vorträge standen zum Teil unter Polizeischutz. Sein Name wurde damals im konservativ geprägten Umfeld mit akuter Gefahr gleichgesetzt, zumal er am Stamm der Amtskirche sägte. Der erste Bestseller des Kirchenkritikers wurde in zehn Sprachen übersetzt und gilt als Schlüssel- und Verständigungstext der brasilianischen Befreiungstheologie.
Vom Mysterium der Wandlung zehrte er auch dann, als er die Person Jesu längst im Diesseits verortete. Das Abendmahl von Leonardo da Vinci, Rembrandts Gemälde Christus in Emmaus und das Ave Verum von Mozart verband er mit tiefen persönlichen Emotionen.
Österreichweit wurde er als Diskussionsleiter der Live-Sendung Club 2 bekannt. Er war bis zu seinem Tod als Schriftsteller und freier Publizist tätig. Sein Biograph Klauhs konstatierte, dass „aus dem sarkastischen Revoluzzer von einst ein sophistischer Schelm“ geworden sei, „der mit gelassener Heiterkeit den Niedergang seiner Kirche begleitete“. Holl gab Einblicke in seine persönlichen Motivationen, seine Gefühle als Priester und galt als offener, menschlicher Gelehrter.

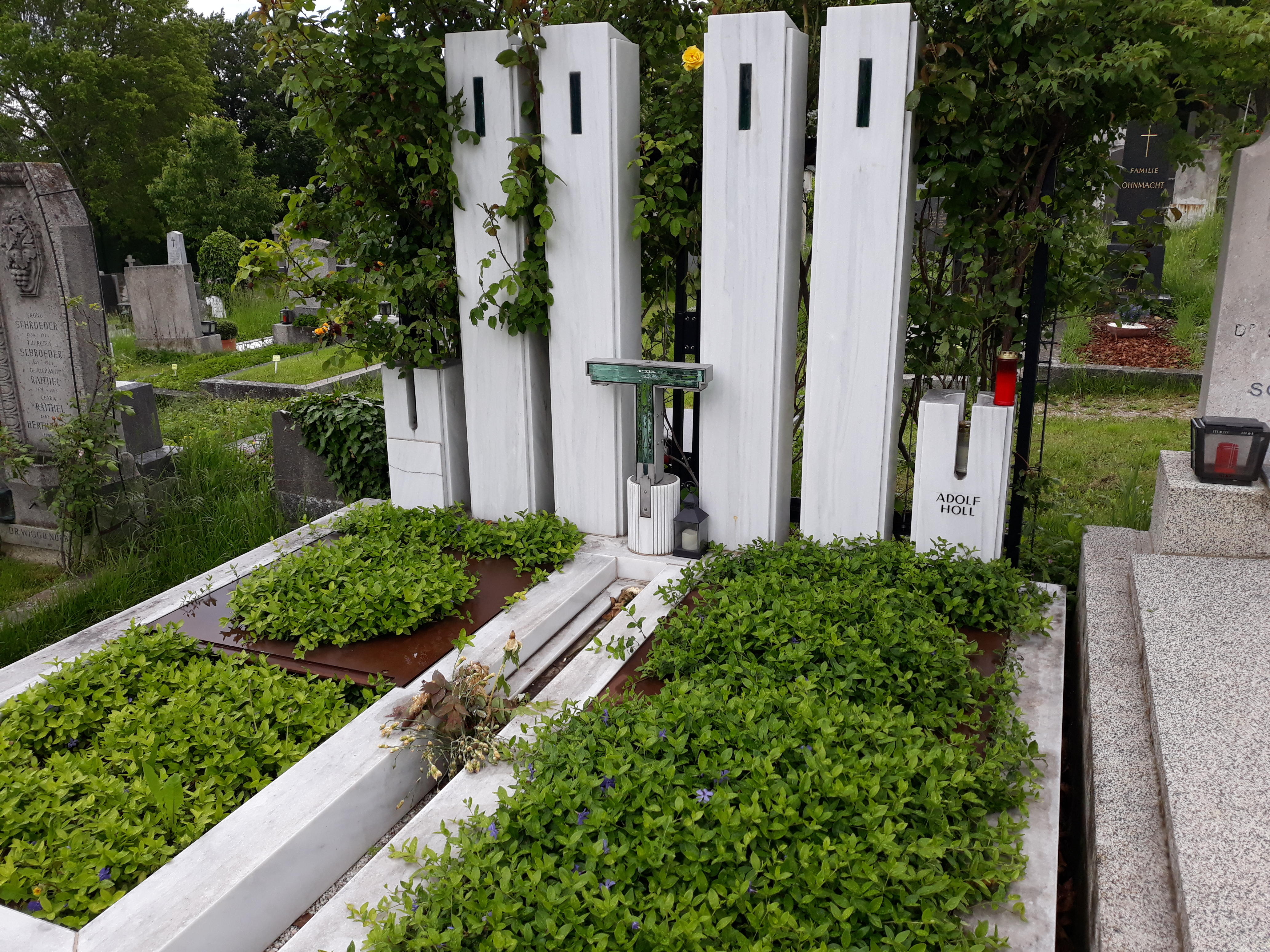
Das Grab von Adolf Holl auf dem Gersthofer Friedhof in Wien

Er starb 2020 nach schwerer Krankheit im Alter von 89 Jahren in Wien-Döbling. Er wurde am Gersthofer Friedhof bestattet. Sein Nachlass wurde 2021 von der Wienbibliothek im Rathaus erworben.

## Auszeichnungen
- 1962: Kardinal-Innitzer-Preis
- 1995: Preis der Stadt Wien für Geisteswissenschaften
- 2000: Ehrendoktor der Universität Klagenfurt
- 2003: Österreichischer Staatspreis für Kulturpublizistik[8]
- 2006: Axel-Corti-Preis
- 2015: Preis der Stadt Wien für Publizistik

## Werke (Auswahl)
Als Autor:
- Jesus in schlechter Gesellschaft. DVA, Stuttgart 1971. Nachdruck: Kreuz, Stuttgart 2000, ISBN 3-7831-1816-6.
- Tod und Teufel. DVA, Stuttgart 1973, ISBN 3-421-01641-0.
- Mystik für Anfänger. DVA, Stuttgart 1977. Nachdruck: Kreuz, Stuttgart 2003, ISBN 3-7831-2325-9.
- Der letzte Christ. Franz von Assisi. DVA, Stuttgart 1979. Nachdruck: Kreuz, Stuttgart 2000, ISBN 3-7831-1846-8.
- Religionen, DVA, Stuttgart, 1981, ISBN 3-421-06078-9
- Mitleid im Winter. Erfahrungen mit einem unbequemen Gefühl. Rowohlt, Reinbek 1985, ISBN 3-498-02865-2. Taschenbuchausgabe: Mitleid. Plädoyer für ein unzeitgemäßes Gefühl. Rowohlt, Reinbek 1990, ISBN 3-499-18834-1.
- Der Fisch aus der Tiefe oder Die Freuden der Keuschheit. Rowohlt, Reinbek 1990, ISBN 3-498-02900-2.
- Im Keller des Heiligtums. Kreuz, Stuttgart 1991. Nachdruck: Die unheilige Kirche. Geschlecht und Gewalt in der Religion. Kreuz, Stuttgart 2005, ISBN 3-7831-2593-6.
- Wie ich ein Priester wurde, warum Jesus dagegen war, und was dabei herausgekommen ist. Rowohlt, Reinbek 1992. Nachdruck: Gott ist tot und läßt dich herzlich grüßen. Eine Autobiographie. Edition Va Bene, Wien 2001, ISBN 3-85167-113-9.
- Die Welt zum Narren halten. Demut als Lebensprogramm. Kösel, München 1993, ISBN 3-466-36393-4.
- In Gottes Ohr. Siebzehn Übungen in Kirchenkritik. Patmos, Düsseldorf 1993, ISBN 3-491-72290-X.
- Die Ketzer. Hoffmann und Campe, Hamburg 1994. Nachdruck: Marix, Wiesbaden 2007, ISBN 978-3-86539-120-9.
- Was ich denke. Goldmann, München 1994, ISBN 3-442-12537-5.
- Die religiöse Militanz und deren Begütigung. Ein Beitrag zum humanwissenschaftlichen Realismus (= Wiener Vorlesungen im Rathaus. Bd. 48). Picus, Wien 1996, ISBN 3-85452-348-3.
- Die linke Hand Gottes. Biographie des heiligen Geistes. List, München 1997, ISBN 3-471-79330-5 (Rezension von Christoph Türcke in: Die Zeit vom 2. April 1998).
- Falls ich Papst werden sollte. Ein Szenario. List, München 1998, ISBN 3-471-79383-6.
- Brief an die gottlosen Frauen. Zsolnay, Wien 2002, ISBN 3-552-05203-8.
- Weihrauch und Schwefel. Ein Monolog (= Bibliothek der Unruhe und des Bewahrens. Bd. 4). Styria, Graz 2003, ISBN 3-222-12990-8.
- Der lachende Christus. Zsolnay, Wien 2005, ISBN 3-552-05342-5.
- Om und Amen. Eine universale Kulturgeschichte des Betens. Gütersloher Verlagshaus, Gütersloh 2006, ISBN 3-579-06927-6.
- Wie gründe ich eine Religion. Residenz, St. Pölten 2009, ISBN 978-3-7017-1518-3.
- Walter Famler (Hrsg.): Das Adolf-Holl-Brevier. Residenz, St. Pölten 2010, ISBN 978-3-7017-3184-8.
- Können Priester fliegen? Plädoyer für den Wunderglauben. Residenz, St. Pölten 2012, ISBN 978-3-7017-3261-6.
- Braunau am Ganges. Residenz, St. Pölten 2015, ISBN 978-3-7017-3352-1.

Als Herausgeber:
- Taufschein katholisch. Prominente antworten auf die Frage: Wie hältst Du’s mit der Religion? Eichborn, Frankfurt 1989, ISBN 3-8218-0419-X.
- Neues vom Tod. Heutige Umgangsformen mit dem Sterbenmüssen. Ueberreuter, Wien 1990, ISBN 3-8000-3343-7.